# Sveti Viro
Viro Utrechtski , tudi Viro ali Wera Rurmondski (in morda tudi istoveten z Vira iz Northumbrije; AD 700) je krščanski svetnik iz 8. stoletja. Njegov god je 8. maj.

## Življenje
Sveti Viro je bil rojen v anglosaksonski Angliji, iz Northumberlanda. Povezan je bil s svetim Vilibrordom in okoli leta 741 imenovan za drugega škofa v Utrechtu.

Med letoma 746 in 747 je bil Viro eden od osmih škofov, skupaj s svetim Bonifacijem, ki je napisal pismo Æthelbaldu, kralju Mercie, v katerem ga je grajal zaradi različnih razuzdanih in neverskih dejanj, vključno s krajo cerkvenih prihodkov, kršitvijo cerkvenih privilegijev, vsiljevanjem prisilnega dela duhovščini in nečistovanje z nunami. Pismo je rotilo Æthelbalda, naj vzame ženo in opusti greh poželenja:
Zato, ljubljeni sin, prosimo tvojo milost po Kristusu, Božjem sinu, po njegovem prihodu in po njegovem kraljestvu, da če je res, da nadljuješ v tej razvadi, popraviš svoje življenje s pokoro, se očistiš in upoštevaš, kako podla stvar je s poželenjem spremeniti podobo Boga, ki je bila ustvarjena v vas, v podobo in podobnost hudobnega demona. Ne pozabite, da niste bili postavljeni za kralja in vladarja nad mnogimi, ne po lastnih zaslugah, ampak po omejujoči božji milosti, zdaj pa se s svojim poželenjem postavljate v sužnja hudobnega duha.
Bil je potujoči misijonar in je pridigal na območju porečja  Meuse in Rena, kjer ga legenda povezuje z duhovnikom Plehelmom in diakonom Otgerjem.
Kasneje je ustanovil opatijo svetega Petra na zemljišču, ki mu ga je dal Pipin II. v sedanjem Sint Odilienbergu  blizu Roermonda na Nizozemskem z Otgerjem.  Viro je tam pokopan.
Verjetno ga lahko identificiramo z misijonarskim škofom Vira iz Northumbrije, ki ga med drugimi omenja Alkuin.
Bazilika svetnikov Vira, Plehelma in Otgerja v Sint Odilienbergu je posvečena Viru in njegovim spremljevalcem.

## Čaščenje
Čaščenje Vira in njegovih dveh spremljevalcev se je v Roermondu začelo zgodaj. Legendarna življenjska zgodba je nastala ob koncu 10. stoletja.
Samostan, ki ga je ustanovil, je bil leta 1361 prenesen v Roermond, skupaj z njegovimi relikvijami, ki so bile med reformacijo izgubljene. Ponovno so jih odkrili pozneje v 16. stoletju in nekaj let so praznovali praznik v spomin na ponovno odkritje. Leta 1881 so v nekdanji opatiji našli prvotni grob in vanj vrnili večino kosti.
Virov praznik je 8. maja, v Roermondu pa 11. maja. Od srednjega veka je njegova lobanja v Utrechtu, kjer je bil zavetnik škofije. Na njegov grob v Roermondu še vedno romajo.